# Ри Ён Гом
Ри Ён Гом (리용금, родилась 20 апреля 1999 г.) — лыжница из Северной Кореи . В 2017 году она участвовала в соревнованиях в России, где заняла последнее 83-е место. Ри не выполнила олимпийский квалификационный норматив, но была приглашена для участия в женской гонке на 10 км вольным стилем на зимних Олимпийских играх 2018 года в Пхенчхане, Южная Корея. Ри финишировала 89-й из 90 участников, отстав на 11 минут и 39,9 секунды от победительницы Рагнхильд Хаги. Во время мероприятия Ри упала и свернула не в тот коридор.